# Partecipanti alla Volta ao Algarve 2025
Elenco dei partecipanti alla Volta ao Algarve 2025.
La Volta ao Algarve 2025 è stata la cinquantunesima edizione della corsa. Alla competizione presero parte 25 squadre: 13 con licenza UCI World Tour 2025, 3 UCI ProTeam e 9 UCI Continental Team.
Ciascuna delle squadre è composta da sette ciclisti, per un totale di 175 ciclisti accreditati alla partenza.

## Corridori per squadra
Nota: R ritirato, NP non partito, FT fuori tempo, SQ squalificato
| UAE Team Emirates XRG          | UAE Team Emirates XRG         | UAE Team Emirates XRG         | Team Visma-Lease a Bike          | Team Visma-Lease a Bike          | Team Visma-Lease a Bike          | Soudal Quick-Step                     | Soudal Quick-Step                     | Soudal Quick-Step                     |
| ------------------------------ | ----------------------------- | ----------------------------- | -------------------------------- | -------------------------------- | -------------------------------- | ------------------------------------- | ------------------------------------- | ------------------------------------- |
| N°                             | Ciclista                      | Clas.                         | N°                               | Ciclista                         | Clas.                            | N°                                    | Ciclista                              | Clas.                                 |
| 1                              | João Almeida                  | 2°                            | 11                               | Wout Van Aert                    | 67°                              | 21                                    | Mattia Cattaneo                       | 45°                                   |
| 2                              | Jan Christen                  | 10°                           | 12                               | Loe van Belle                    | 124°                             | 22                                    | Gil Gelders                           | 57°                                   |
| 3                              | Felix Großschartner           | 18°                           | 13                               | Tiesj Benoot                     | 80°                              | 23                                    | Yves Lampaert                         | 75°                                   |
| 4                              | António Morgado               | 11°                           | 14                               | Sepp Kuss                        | 38°                              | 24                                    | Max Schachmann                        | 5°                                    |
| 5                              | Ivo Oliveira                  | 111°                          | 15                               | Ben Tulett                       | 33°                              | 25                                    | Dries Van Gestel                      | 71°                                   |
| 6                              | Rui Oliveira                  | 92°                           | 16                               | Jonas Vingegaard                 | 1°                               | 26                                    | Ilan Van Wilder                       | 7°                                    |
| 7                              | Nils Politt                   | 89°                           | 17                               | Wilco Kelderman                  | 40°                              | 27                                    | Warre Vangheluwe                      | 120°                                  |
| Lidl-Trek                      | Lidl-Trek                     | Lidl-Trek                     | Red Bull-Bora-Hansgrohe          | Red Bull-Bora-Hansgrohe          | Red Bull-Bora-Hansgrohe          | Ineos Grenadiers                      | Ineos Grenadiers                      | Ineos Grenadiers                      |
| N°                             | Ciclista                      | Clas.                         | N°                               | Ciclista                         | Clas.                            | N°                                    | Ciclista                              | Clas.                                 |
| 31                             | Tao Geoghegan Hart            | 9°                            | 41                               | Jonas Koch                       | NP4ª                             | 51                                    | Laurens De Plus                       | 3°                                    |
| 32                             | Sam Oomen                     | 32°                           | 42                               | Oier Lazkano                     | 55°                              | 52                                    | Salvatore Puccio                      | 114°                                  |
| 33                             | Jasper Stuyven                | 73°                           | 43                               | Jordi Meeus                      | 101°                             | 53                                    | Filippo Ganna                         | 70°                                   |
| 34                             | Mathias Vacek                 | 12°                           | 44                               | Primož Roglič                    | 8°                               | 54                                    | Artem Shmidt                          | 126°                                  |
| 35                             | Carlos Verona                 | 28°                           | 45                               | Callum Thornley                  | 105°                             | 55                                    | Samuel Watson                         | 51°                                   |
| 36                             | Jakob Söderqvist              | 68°                           | 46                               | Jan Tratnik                      | 23°                              | 56                                    | Geraint Thomas                        | 95°                                   |
| 37                             | Jacopo Mosca                  | 82°                           | 47                               | Frederik Wandahl                 | 54°                              | 57                                    | Thymen Arensman                       | 17°                                   |
| Alpecin-Deceuninck             | Alpecin-Deceuninck            | Alpecin-Deceuninck            | Lotto                            | Lotto                            | Lotto                            | Groupama-FDJ                          | Groupama-FDJ                          | Groupama-FDJ                          |
| N°                             | Ciclista                      | Clas.                         | N°                               | Ciclista                         | Clas.                            | N°                                    | Ciclista                              | Clas.                                 |
| 61                             | Tobias Bayer                  | 58°                           | 71                               | Arnaud De Lie                    | NP5ª                             | 81                                    | Lewis Askey                           | NP5ª                                  |
| 62                             | Gal Glivar                    | 59°                           | 72                               | Jasper De Buyst                  | 104°                             | 82                                    | Rémi Cavagna                          | 53°                                   |
| 63                             | Quinten Hermans               | 21°                           | 73                               | Cédric Beullens                  | 97°                              | 83                                    | Romain Grégoire                       | 4°                                    |
| 64                             | Juri Hollmann                 | 39°                           | 74                               | Jarrad Drizners                  | NP4ª                             | 84                                    | Johan Jacobs                          | 99°                                   |
| 65                             | Xandro Meurisse               | 34°                           | 75                               | Sébastien Grignard               | 91°                              | 85                                    | Stefan Küng                           | 49°                                   |
| 66                             | Stan Van Tricht               | NP1ª                          | 76                               | Arjen Livyns                     | 24°                              | 86                                    | Rémy Rochas                           | 26°                                   |
| 67                             | Luca Vergallito               | 15°                           | 77                               | Brent Van Moer                   | 56°                              | 87                                    | Brieuc Rolland                        | 46°                                   |
| EF Education-EasyPost          | EF Education-EasyPost         | EF Education-EasyPost         | Intermarché-Wanty                | Intermarché-Wanty                | Intermarché-Wanty                | Team Picnic PostNL                    | Team Picnic PostNL                    | Team Picnic PostNL                    |
| N°                             | Ciclista                      | Clas.                         | N°                               | Ciclista                         | Clas.                            | N°                                    | Ciclista                              | Clas.                                 |
| 91                             | Neilson Powless               | 6°                            | 101                              | Vito Braet                       | 87°                              | 111                                   | Romain Bardet                         | R 3ª                                  |
| 92                             | Michael Valgren               | 72°                           | 102                              | Biniam Girmay                    | NP5ª                             | 112                                   | Frank van den Broek                   | 50°                                   |
| 93                             | James Shaw                    | 74°                           | 103                              | Alexander Kamp                   |                                  | 113                                   | Romain Combaud                        | 76°                                   |
| 94                             | Mikkel Honoré                 | 27°                           | 104                              | Laurenz Rex                      | NP5ª                             | 114                                   | John Degenkolb                        | 78°                                   |
| 95                             | Rui Costa                     | 37°                           | 105                              | Lorenzo Rota                     | 41°                              | 115                                   | Max Poole                             | 13°                                   |
| 96                             | Madis Mihkels                 | 77°                           | 106                              | Jonas Rutsch                     | 44°                              | 116                                   | Casper van Uden                       | 84°                                   |
| 97                             | Kasper Asgreen                | 69°                           | 107                              | Roel Sintmaartensdijk            | 85°                              | 117                                   | Bram Welten                           | 119°                                  |
| Bahrain Victorious             | Bahrain Victorious            | Bahrain Victorious            | Cofidis                          | Cofidis                          | Cofidis                          | Tudor Pro Cycling Team                | Tudor Pro Cycling Team                | Tudor Pro Cycling Team                |
| N°                             | Ciclista                      | Clas.                         | N°                               | Ciclista                         | Clas.                            | N°                                    | Ciclista                              | Clas.                                 |
| 121                            | Antonio Tiberi                | 16°                           | 131                              | Ion Izagirre                     | R 5ª                             | 141                                   | Julian Alaphilippe                    | 20°                                   |
| 122                            | Alberto Bruttomesso           | 125°                          | 132                              | Piet Allegaert                   | 81°                              | 142                                   | Alberto Dainese                       | 107°                                  |
| 123                            | Nicolò Buratti                | 83°                           | 133                              | Emanuel Buchmann                 | 31°                              | 143                                   | Robin Froidevaux                      | 102°                                  |
| 124                            | Damiano Caruso                | 36°                           | 134                              | Milan Fretin                     | 94°                              | 144                                   | Marco Haller                          | 88°                                   |
| 125                            | Afonso Eulálio                | 93°                           | 135                              | Jesús Herrada                    | 22°                              | 145                                   | Fabian Lienhard                       | 116°                                  |
| 126                            | Bryan Olivo                   | 96°                           | 136                              | Dylan Teuns                      | 14°                              | 146                                   | Florian Stork                         | 19°                                   |
| 127                            | Vlad Van Mechelen             | 115°                          | 137                              | Benjamin Thomas                  | 65°                              | 147                                   | Yannis Voisard                        | 25°                                   |
| Caja Rural-Seguros RGA         | Caja Rural-Seguros RGA        | Caja Rural-Seguros RGA        | Anicolor-Tien 21                 | Anicolor-Tien 21                 | Anicolor-Tien 21                 | Tavfer–Ovos Matinados–Mortágua        | Tavfer–Ovos Matinados–Mortágua        | Tavfer–Ovos Matinados–Mortágua        |
| N°                             | Ciclista                      | Clas.                         | N°                               | Ciclista                         | Clas.                            | N°                                    | Ciclista                              | Clas.                                 |
| 151                            | Iúri Leitão                   | NP4ª                          | 161                              | Artëm Nyč                        | 109°                             | 171                                   | Leangel Linarez                       | NP4ª                                  |
| 152                            | Joan Bou                      | 90°                           | 162                              | Rafael Reis                      | 129°                             | 172                                   | António Barbio                        | R 2ª                                  |
| 153                            | Abner González                | R 4ª                          | 163                              | Rubén Fernández                  | 35°                              | 173                                   | Bruno Silva                           |                                       |
| 154                            | Calum Johnston                | 60°                           | 164                              | Harrison Wood                    | 43°                              | 174                                   | Ángel Sánchez                         | R 4ª                                  |
| 155                            | Jakub Otruba                  | 42°                           | 165                              | Alexis Guérin                    | 29°                              | 175                                   | Francisco Morais                      |                                       |
| 156                            | Gorka Sorarrain               | 61°                           | 166                              | Gonçalo Oliveira                 | 140°                             | 176                                   | César Martingil                       | 132°                                  |
| 157                            | Javier Ibanez                 | 118°                          | 167                              | Fábio Costa                      | 138°                             | 177                                   | Guilherme Lino                        | R 2ª                                  |
| Efapel Cycling                 | Efapel Cycling                | Efapel Cycling                | Feirense-Beeceler                | Feirense-Beeceler                | Feirense-Beeceler                | AP Hotels & Resorts-Tavira-SC Farense | AP Hotels & Resorts-Tavira-SC Farense | AP Hotels & Resorts-Tavira-SC Farense |
| N°                             | Ciclista                      | Clas.                         | N°                               | Ciclista                         | Clas.                            | N°                                    | Ciclista                              | Clas.                                 |
| 181                            | Joaquim Silva                 | 64°                           | 191                              | Antonio Carvalho                 | NP4ª                             | 201                                   | Diogo Barbosa                         | 122°                                  |
| 182                            | Tiago Antunes                 | 30°                           | 192                              | José Borges                      | 146°                             | 202                                   | Miguel Salgueiro                      | 137°                                  |
| 183                            | André Carvalho                | 130°                          | 193                              | Victor De Paula                  | 134°                             | 203                                   | Afonso Silva                          | 47°                                   |
| 184                            | António Ferreira              | 144°                          | 194                              | Diogo Gonçalves                  | R 2ª                             | 204                                   | Francisco Campos                      | 143°                                  |
| 185                            | Santiago Mesa                 |                               | 195                              | Ivo Pinheiro                     | 108°                             | 205                                   | Ailetz Lasa                           | FT3ª                                  |
| 186                            | Pedro Pinto                   | 63°                           | 196                              | Pedro Andrade                    | NP5ª                             | 206                                   | Diogo Pinto                           |                                       |
| 187                            | Keegan Swirbul                | 110°                          | 197                              | Byron Munton                     | R 1ª                             | 207                                   | José Bicho                            | R 4ª                                  |
| GI Group Holding-Simoldes-UDO  | GI Group Holding-Simoldes-UDO | GI Group Holding-Simoldes-UDO | Credibom-LA Alumínios-Marcos Car | Credibom-LA Alumínios-Marcos Car | Credibom-LA Alumínios-Marcos Car | Aviludo-Louletano-Loulé Concelho      | Aviludo-Louletano-Loulé Concelho      | Aviludo-Louletano-Loulé Concelho      |
| N°                             | Ciclista                      | Clas.                         | N°                               | Ciclista                         | Clas.                            | N°                                    | Ciclista                              | Clas.                                 |
| 211                            | Adrián Bustamante             | 121°                          | 221                              | Emanuel Duarte                   | 62°                              | 231                                   | Nicolás Tivani                        | 103°                                  |
| 212                            | Cesar David Guavita           | 131°                          | 222                              | Gonçalo Leaça                    | 133°                             | 232                                   | Tomás Contte                          | 128°                                  |
| 213                            | Rui Carvalho                  | 79°                           | 223                              | Alexandre Montez                 | 113°                             | 233                                   | David Domínguez                       | 112°                                  |
| 214                            | Gaspar Gonçalves              | NP5ª                          | 224                              | Diogo Narciso                    | 142°                             | 234                                   | Jesús del Pino                        | 98°                                   |
| 215                            | Miquel Valls Alemany          |                               | 225                              | Duarte Domingues                 | 86°                              | 235                                   | Carlos Oyarzún                        | 136°                                  |
| 216                            | Noah Campos                   | 141°                          | 226                              | João Nuno Oliveira               |                                  | 236                                   | Claudio Leal                          | 139°                                  |
| 217                            | André Ribeiro                 | 123°                          | 227                              | Hugo Nunes                       | 106°                             | 237                                   | Jorge Galvez Lopez                    | 127°                                  |
| Rádio Popular-Paredes-Boavista |                               |                               |                                  |                                  |                                  |                                       |                                       |                                       |
| N°                             | Ciclista                      | Clas.                         |                                  |                                  |                                  |                                       |                                       |                                       |
| 241                            | Lucas Lopes                   | 52°                           |                                  |                                  |                                  |                                       |                                       |                                       |
| 242                            | Tiago Leal                    | 48°                           |                                  |                                  |                                  |                                       |                                       |                                       |
| 243                            | Hélder Gonçalves              | 66°                           |                                  |                                  |                                  |                                       |                                       |                                       |
| 244                            | João Martins                  | 145°                          |                                  |                                  |                                  |                                       |                                       |                                       |
| 245                            | César Fonte                   | 100°                          |                                  |                                  |                                  |                                       |                                       |                                       |
| 246                            | Gonçalo Amado                 | 135°                          |                                  |                                  |                                  |                                       |                                       |                                       |
| 247                            | Rafael Durães                 | 117°                          |                                  |                                  |                                  |                                       |                                       |                                       |